# Světový pohár v biatlonu 2015/2016
Světový pohár v biatlonu 2015/2016 byl 39. ročník světového poháru pořádaný Mezinárodní biatlonovou unií (IBU). Sezóna začala 28. listopadu 2015 ve Švédsko|švédském Östersundu a skončila 20. března 2016 finálovým podnikem světového poháru v ruském Chanty-Mansijsku, kde se však kvůli silnému větru poslední závody s hromadným startem nejely. Hlavní událostí tohoto ročníku bylo mistrovství světa, konané od 3. do 13. března 2016 v norském Oslu na stadionu Holmenkollen.
Vítězství v celkovém pořadí ze sezóny 2014/15 obhajovali Francouz Martin Fourcade, který už počtvrté za sebou dokázal vítězství obhájit, a Darja Domračevová z Běloruska, která se však kvůli vyčerpání a prodělané letní mononukleóze, později z důvodu těhotenství, rozhodla sezónu vynechat. V celkovém hodnocení tak zvítězila jako druhá Češka v historii Gabriela Soukalová.

## Program
Program světového poháru se měl skládat z celkově 67 závodů na desíti různých místech celého světa, včetně mistrovství světa. Oproti předchozímu ročníku došlo k mírnýmch změnán, když závody v českém Novém Městě na Moravě byly nahrazeny kanadským Canmore, které bylo do programu světového poháru zařazeno poprové od sezóny 1993/1994, a místo finského Kontiolahti se dějištěm stalo americké Presque Isle. Světový pohár se do severní Ameriky vrátil po pěti letech, když poslední podnik hostilo na tomto území hostilo v únoru 2011 Fort Kent. 
Dne 22. prosince 2015 rozhodla Mezinárodní biatlonová unie o přesunutí závodů z německého Oberhofu z důvodu nedostatku sněhu a velmi vysokých teplot zrušen. Později bylo rozhodnuto, že se tyto závody přesunou do Ruhpoldingu, kde se tak bezprostředně po sobě jely dva podniky světového poháru.
Kompletní program Světového poháru v biatlonu 2015/2016:
| Místo konání       | Datum konání                   | Sprint | Stíhací závod | Závod s hromadnýmstartem | Vytrvalostní závod | Štafeta | Smíšená štafeta | Smíšený závod dvojic |
| ------------------ | ------------------------------ | ------ | ------------- | ------------------------ | ------------------ | ------- | --------------- | -------------------- |
| Östersund          | 29. listopadu–6. prosince 2015 | ●      | ●             |                          | ●                  |         | ●               | ●                    |
| Hochfilzen         | 11.–13. prosince 2015          | ●      | ●             |                          |                    | ●       |                 |                      |
| Pokljuka           | 17.–20. prosince 2015          | ●      | ●             | ●                        |                    |         |                 |                      |
| Ruhpolding         | 7.–10. ledna 2016              | ●      | ●             | ●                        |                    |         |                 |                      |
| Ruhpolding         | 13.–17. ledna 2016             |        |               | ●                        | ●                  | ●       |                 |                      |
| Anterselva         | 21.–24. ledna 2016             | ●      | ●             |                          |                    | ●       |                 |                      |
| Canmore            | 4.–7. února 2016               | ●      |               | ●                        |                    |         | ●               | ●                    |
| Presque Isle       | 11.–14. února 2016             | ●      | ●             |                          |                    | ●       |                 |                      |
| Oslo (MS)          | 3.–13. března 2016             | ●      | ●             | ●                        | ●                  | ●       | ●               |                      |
| Chanty-Mansijsk    | 17.–20. března 2016            | ●      | ●             | ●                        |                    |         |                 |                      |
| Celkově: 65 závodů | Celkově: 65 závodů             | 9      | 8             | 6                        | 3                  | 5       | 3               | 2                    |

## Pořadí Světového poháru

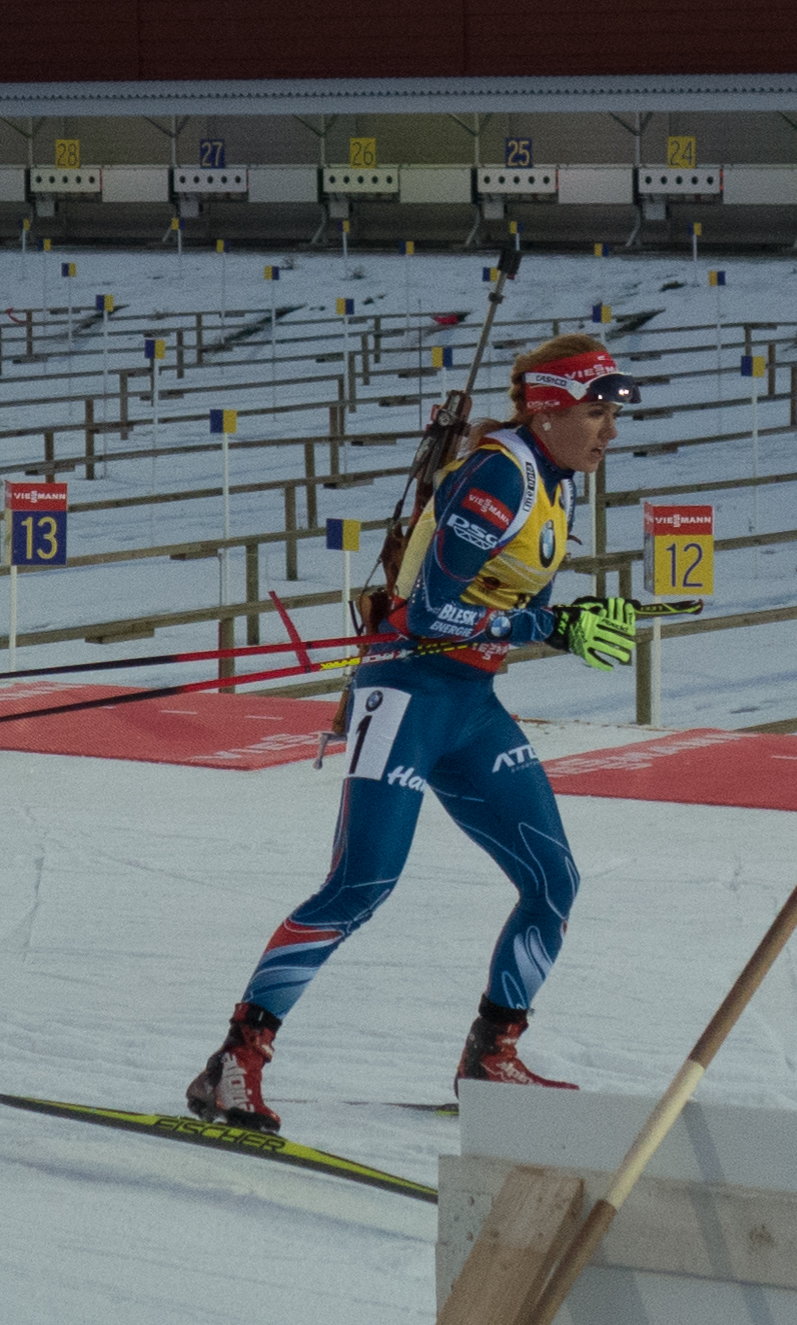
Vítězkou celkového hodnocení světového poháru se stala Češka Gabriela Soukalová (na obrázku při stíhacím závodu v Östersundu)

### Konečné pořadí
| Muži             | Muži                 | Muži |
| Pořadí           | Jméno                | Body |
| ---------------- | -------------------- | ---- |
| Zlatá medaile    | Martin Fourcade      | 1152 |
| Stříbrná medaile | Johannes Thingnes Bø | 820  |
| Bronzová medaile | Anton Šipulin        | 806  |
| 4.               | Simon Schempp        | 769  |
| 5.               | Simon Eder           | 714  |
| 6.               | Tarjei Bø            | 708  |
| 7.               | Jevgenij Garaničev   | 659  |
| 8.               | Benedikt Doll        | 602  |
| 9.               | Dominik Landertinger | 600  |
| 10.              | Emil Hegle Svendsen  | 595  |
| 18.              | Michal Šlesingr      | 424  |
| 23.              | Michal Krčmář        | 384  |
| 25.              | Ondřej Moravec       | 373  |
| 53.              | Jaroslav Soukup      | 98   |
| 77.              | Tomáš Krupčík        | 22   |

| Ženy             | Ženy                     | Ženy |
| Pořadí           | Jméno                    | Body |
| ---------------- | ------------------------ | ---- |
| Zlatá medaile    | Gabriela Soukalová       | 1106 |
| Stříbrná medaile | Marie Dorinová Habertová | 1043 |
| Bronzová medaile | Dorothea Wiererová       | 965  |
| 4.               | Kaisa Mäkäräinenová      | 905  |
| 5.               | Franziska Hildebrandová  | 793  |
| 6.               | Laura Dahlmeierová       | 786  |
| 7.               | Olena Pidhrušná          | 754  |
| 8.               | Veronika Vítková         | 705  |
| 9.               | Anaïs Bescondová         | 666  |
| 10.              | Krystyna Guziková        | 566  |
| 18.              | Eva Puskarčíková         | 292  |
| 31.              | Lucie Charvátová         | 226  |
| 77.              | Jitka Landová            | 22   |
| 92.              | Jessica Jislová          | 7    |

### Pořadí národů (konečné pořadí po 10 podnicích)
| Muži             | Muži     | Muži |
| Pořadí           | Země     | Body |
| ---------------- | -------- | ---- |
| Zlatá medaile    | Norsko   | 7808 |
| Stříbrná medaile | Německo  | 7518 |
| Bronzová medaile | Rusko    | 7178 |
| 4.               | Francie  | 7113 |
| 5.               | Rakousko | 6795 |
| 6.               | USA      | 5988 |
| 7.               | Ukrajina | 5831 |
| 8.               | Česko    | 5688 |
| 9.               | Itálie   | 5471 |
| 10.              | Kanada   | 5459 |

| Ženy             | Ženy      | Ženy |
| Pořadí           | Země      | Body |
| ---------------- | --------- | ---- |
| Zlatá medaile    | Německo   | 7406 |
| Stříbrná medaile | Francie   | 7176 |
| Bronzová medaile | Česko     | 6944 |
| 4.               | Itálie    | 6822 |
| 5.               | Ukrajina  | 6803 |
| 6.               | Rusko     | 6361 |
| 7.               | Norsko    | 6324 |
| 8.               | Polsko    | 6021 |
| 9.               | Švédsko   | 5415 |
| 10.              | Bělorusko | 5390 |

### Sprint (konečné pořadí po 9 závodech)
| Muži             | Muži                 | Muži |
| Pořadí           | Jméno                | Body |
| ---------------- | -------------------- | ---- |
| Zlatá medaile    | Martin Fourcade      | 379  |
| Stříbrná medaile | Simon Schempp        | 316  |
| Bronzová medaile | Johannes Thingnes Bø | 298  |
| 4.               | Arnd Peiffer         | 262  |
| 5.               | Anton Šipulin        | 251  |
| 6.               | Tarjei Bø            | 234  |
| 7.               | Benedikt Doll        | 222  |
| 8.               | Julian Eberhard      | 220  |
| 9.               | Simon Eder           | 213  |
| 10.              | Dominik Landertinger | 207  |

| Ženy             | Ženy                     | Ženy |
| Pořadí           | Jméno                    | Body |
| ---------------- | ------------------------ | ---- |
| Zlatá medaile    | Gabriela Soukalová       | 413  |
| Stříbrná medaile | Marie Dorinová Habertová | 336  |
| Bronzová medaile | Dorothea Wiererová       | 327  |
| 4.               | Kaisa Mäkäräinenová      | 309  |
| 5.               | Olena Pidhrušná          | 299  |
| 6.               | Franziska Hildebrandová  | 275  |
| 7.               | Veronika Vítková         | 238  |
| 8.               | Anaïs Bescondová         | 234  |
| 9.               | Laura Dahlmeierová       | 213  |
| 10.              | Krystyna Guziková        | 212  |

### Stíhací závod (konečné pořadí po 8 závodech)
| Muži             | Muži                 | Muži |
| Pořadí           | Jméno                | Body |
| ---------------- | -------------------- | ---- |
| Zlatá medaile    | Martin Fourcade      | 391  |
| Stříbrná medaile | Anton Šipulin        | 300  |
| Bronzová medaile | Johannes Thingnes Bø | 278  |
| 4.               | Tarjei Bø            | 267  |
| 5.               | Simon Eder           | 254  |
| 6.               | Simon Schempp        | 251  |
| 7.               | Emil Hegle Svendsen  | 229  |
| 8.               | Jevgenij Garaničev   | 219  |
| 9.               | Erik Lesser          | 201  |
| 10.              | Arnd Peiffer         | 181  |

| Ženy             | Ženy                     | Ženy |
| Pořadí           | Jméno                    | Body |
| ---------------- | ------------------------ | ---- |
| Zlatá medaile    | Gabriela Soukalová       | 354  |
| Stříbrná medaile | Dorothea Wiererová       | 348  |
| Bronzová medaile | Marie Dorinová Habertová | 331  |
| 4.               | Kaisa Mäkäräinenová      | 324  |
| 5.               | Laura Dahlmeierová       | 265  |
| 6.               | Franziska Hildebrandová  | 237  |
| 7.               | Olena Pidhrušná          | 224  |
| 8.               | Veronika Vítková         | 217  |
| 9.               | Franziska Preussová      | 213  |
| 10.              | Tiril Eckhoffová         | 189  |

### Vytrvalostní závod (konečné pořadí po 3 závodech)
| Muži             | Muži                   | Muži |
| Pořadí           | Jméno                  | Body |
| ---------------- | ---------------------- | ---- |
| Zlatá medaile    | Martin Fourcade        | 140  |
| Stříbrná medaile | Simon Eder             | 138  |
| Bronzová medaile | Dominik Landertinger   | 105  |
| 4.               | Anton Šipulin          | 100  |
| 5.               | Johannes Thingnes Bø   | 90   |
| 6.               | Andreas Birnbacher     | 87   |
| 7.               | Ole Einar Bjørndalen   | 84   |
| 8.               | Jevgenij Garaničev     | 82   |
| 9.               | Simon Schempp          | 79   |
| 10.              | Quentin Fillon Maillet | 78   |

| Ženy             | Ženy                     | Ženy |
| Pořadí           | Jméno                    | Body |
| ---------------- | ------------------------ | ---- |
| Zlatá medaile    | Dorothea Wiererová       | 154  |
| Stříbrná medaile | Marie Dorinová Habertová | 152  |
| Bronzová medaile | Gabriela Soukalová       | 128  |
| 4.               | Franziska Hildebrandová  | 112  |
| 5.               | Anaïs Bescondová         | 107  |
| 6.               | Veronika Vítková         | 106  |
| 7                | Krystyna Guziková        | 96   |
| 8.               | Kaisa Mäkäräinenová      | 93   |
| 9.               | Naděžda Skardinová       | 93   |
| 10.              | Laura Dahlmeierová       | 80   |

### Závod s hromadným startem (konečné pořadí po 5 závodech)
| Muži             | Muži                   | Muži |
| Pořadí           | Jméno                  | Body |
| ---------------- | ---------------------- | ---- |
| Zlatá medaile    | Martin Fourcade        | 242  |
| Stříbrná medaile | Quentin Fillon Maillet | 162  |
| Bronzová medaile | Anton Šipulin          | 155  |
| 4.               | Johannes Thingnes Bø   | 154  |
| 5.               | Jevgenij Garaničev     | 153  |
| 6.               | Arnd Peiffer           | 146  |
| 7.               | Benedikt Doll          | 141  |
| 8.               | Tarjei Bø              | 139  |
| 9.               | Dominik Windisch       | 135  |
| 10.              | Simon Desthieux        | 129  |

| Ženy             | Ženy                     | Ženy |
| Pořadí           | Jméno                    | Body |
| ---------------- | ------------------------ | ---- |
| Zlatá medaile    | Gabriela Soukalová       | 241  |
| Stříbrná medaile | Marie Dorinová Habertová | 236  |
| Bronzová medaile | Laura Dahlmeierová       | 228  |
| 4.               | Kaisa Mäkäräinenová      | 179  |
| 5.               | Franziska Hildebrandová  | 169  |
| 6.               | Anaïs Bescondová         | 164  |
| 7.               | Olena Pidhrušná          | 158  |
| 8.               | Dorothea Wiererová       | 148  |
| 9.               | Veronika Vítková         | 142  |
| 10.              | Tiril Eckhoffová         | 134  |

### Štafeta (konečné pořadí po 5 závodech)
| Muži             | Muži      | Muži |
| Pořadí           | Jméno     | Body |
| ---------------- | --------- | ---- |
| Zlatá medaile    | Norsko    | 282  |
| Stříbrná medaile | Rusko     | 255  |
| Bronzová medaile | Německo   | 236  |
| 4.               | Francie   | 217  |
| 5.               | Rakousko  | 209  |
| 6.               | USA       | 184  |
| 7.               | Kanada    | 173  |
| 8.               | Itálie    | 160  |
| 9.               | Ukrajina  | 151  |
| 10.              | Švýcarsko | 151  |

| Ženy             | Ženy       | Ženy |
| Pořadí           | Jméno      | Body |
| ---------------- | ---------- | ---- |
| Zlatá medaile    | Německo    | 235  |
| Stříbrná medaile | Ukrajina   | 234  |
| Bronzová medaile | Francie    | 228  |
| 4.               | Česko      | 228  |
| 5.               | Itálie     | 227  |
| 6.               | Polsko     | 193  |
| 7.               | Rusko      | 189  |
| 8.               | Norsko     | 174  |
| 9.               | Švédsko    | 163  |
| 10.              | Kazachstán | 154  |

### Smíšená štafeta spolu se závodem dvojic (konečné pořadí po 5 závodech)
| Pořadí           | Země     | Body |
| ---------------- | -------- | ---- |
| Zlatá medaile    | Norsko   | 264  |
| Stříbrná medaile | Německo  | 252  |
| Bronzová medaile | Francie  | 223  |
| 4.               | Rusko    | 191  |
| 5.               | Kanada   | 183  |
| 6.               | Rakousko | 181  |
| 7.               | Itálie   | 179  |
| 8.               | Ukrajina | 177  |
| 9.               | Švédsko  | 176  |
| 10.              | Česko    | 173  |

## Medailové pořadí zemí
Tabulku medailí ovládla Francie se ziskem sedmnácti 1. míst, čtrnácti 2. pozic a šesti 3. příček.
| Pořadí | Země      | 1. místo | 2. místo | 3. místo | Celkově |
| ------ | --------- | -------- | -------- | -------- | ------- |
| 1.     | Francie   | 17       | 14       | 6        | 37      |
| 2.     | Německo   | 14       | 18       | 13       | 45      |
| 3.     | Norsko    | 11       | 8        | 15       | 34      |
| 4.     | Česko     | 5        | 6        | 5        | 16      |
| 5.     | Itálie    | 5        | 5        | 5        | 15      |
| 6.     | Rusko     | 5        | 4        | 10       | 19      |
| 7.     | Finsko    | 4        | 2        | 3        | 9       |
| 8.     | Rakousko  | 2        | 3        | 2        | 7       |
| 9.     | Ukrajina  | 2        | 2        | 3        | 7       |
| 10.    | Polsko    | 0        | 1        | 1        | 2       |
| 10.    | Kanada    | 0        | 1        | 1        | 2       |
| 12.    | Švýcarsko | 0        | 1        | 0        | 1       |
| 12.    | USA       | 0        | 1        | 0        | 1       |
|        | Celkem    | 65       | 65       | 65       | 195     |

## Významné úspěchy
První individuální vítězství ve světovém poháru
Muži:
- Jean-Guillaume Béatrix (FRA), 27 let, v jeho 9. sezóně; v závodu s hromadným startem v Pokljuce; první stupně vítězů obsadil ve stíhacím závodě v Anterselvě v sezóně 2013/14
- Dominik Windisch (ITA), 26 let, v jeho 6. sezóně; v závodu s hromadným startem v Canmore; byly to rovněž jeho první stupně vítězů
- Julian Eberhard (AUT), 29 let, v jeho 8. sezóně; ve sprintu v Chanty-Mansijsku; byly to rovněž jeho první stupně vítězů

Ženy:
- Dorothea Wiererová (ITA), 25 let, v její 6. sezóně; ve vytrvalostním závodě v Östersundu; první stupně vítězů obsadila ve stíhacím závodě v Pokljuce v sezóně 2013/14
- Franziska Hildebrandová (GER), 28 let, v její 5. sezóně; ve sprintu v Hochfilzenu; první stupně vítězů obsadila ve sprintu v Novém Městě na Moravě v sezóně 2014/15
- Olga Podčufarovová (RUS), 23 let, v její 4. sezóně; ve sprintu v Anterselvě; první stupně vítězů obsadila v závodu s hromadným startem v Pokljuce v téže sezóně

První individuální stupně vítězů ve světovém poháru
Muži:
- Maxim Cvetkov (RUS), 24 let, v jeho 4. sezóně; 2. místo ve sprintu v Anterselvě
- Dominik Windisch (ITA), 26 let, v jeho 6. sezóně; 1. místo v závodu s hromadným startem v Canmore
- Julian Eberhard (AUT), 29 let, v jeho 8. sezóně; 1. místo ve sprintu v Chanty-Mansijsku

Ženy:
- Federica Sanfilippová (ITA), 25 let, v její 3. sezóně; 2. místo ve sprintu v Östersundu
- Maren Hammerschmidtová (GER), 26 let, v její 3. sezóně; 2. místo ve sprintu v Hochfilzenu
- Olga Podčufarovová (RUS), 23 let, v její 4. sezóně; 3. místo v závodu s hromadným startem v Pokljuce
- Marte Olsbuová (NOR), 25 let, v její 4. sezóně; 3. místo ve sprintu v Chanty-Mansijsku

Individuální vítězství v tomto ročníku světového poháru (v závorkách je uveden celkový počet vítězství)
Muži:
- Martin Fourcade (FRA), 10 (47)
- Simon Schempp (GER), 5 (10)
- Johannes Thingnes Bø (NOR), 2 (10)
- Ole Einar Bjørndalen (NOR), 1 (94)
- Anton Šipulin (RUS), 1 (8)
- Simon Eder (AUT), 1 (3)
- Erik Lesser (GER), 1 (2)
- Jean-Guillaume Béatrix (FRA), 1 (1)
- Dominik Windisch (ITA), 1 (1)
- Julian Eberhard (AUT), 1 (1)

Ženy:
- Laura Dahlmeierová (GER), 5 (7)
- Kaisa Mäkäräinenová (FIN), 4 (19)
- Gabriela Soukalová (CZE), 4 (12)
- Dorothea Wiererová (ITA), 3 (3)
- Marie Dorinová Habertová (FRA), 2 (4)
- Franziska Hildebrandová (GER), 2 (2)
- Tiril Eckhoffová (NOR), 1 (2)
- Jekatěrina Jurlovová (RUS), 1 (2)
- Olena Pidhrušná (UKR), 1 (2)
- Olga Podčufarovová (RUS), 1 (1)

Pozn: U celkových vítězství jsou započítána vítězství na mistrovství světa a na olympijských hrách, kromě ZOH v Soči 2014.